# Saint Joseph Warriors FC
El Saint Joseph Warriors Football Club es un equipo de fútbol de Liberia que juega en la Segunda División de Liberia, la tercera liga de fútbol en importancia en el país.

## Historia
Fue fundado en el año 1967 en New Kru Town de la capital Monrovia por el Reverendo del hospital catolíco Joseph Merino, de quien deriva el nombre del club. Ha sido campeón de la Premier League de Liberia en 3 ocasiones, aunque su última temporada en la máxima categoría ha sido la de 1999. También ha sido campeón de copa en dos ocasiones.
A nivel internacional han participado en 2 torneos continentales, en los cuales nunca han podido superar la primera ronda.

## Palmarés
- Premier League de Liberia: 3

1976, 1978, 1979
- Copa de Liberia: 2

1982, 2007

## Participación en competiciones de la CAF
| Temporada | Torneo                            | Ronda | Club              | Casa | Visita | Global |
| --------- | --------------------------------- | ----- | ----------------- | ---- | ------ | ------ |
| 1977      | Copa Africana de Clubes Campeones | 1     | Hearts of Oak     | 1-3  | 1-2    | 2-5    |
| 1979      | Copa Africana de Clubes Campeones | 1     | Real de Banjul FC | 0-0  | 0-1    | 0-1    |